# Прудкин, Марк Исаакович
Марк Исаа́кович Пру́дкин (1 (13) сентября 1898, Клин — 24 сентября 1994, Москва) — советский актёр театра и кино. Народный артист СССР (1961). Герой Социалистического Труда (1989), лауреат трёх Сталинских премий I степени (1946, 1947, 1949) и Государственной премии РСФСР им. К. С. Станиславского (1974).

## Биография
Марк Прудкин родился в Клину Московской губернии (ныне Московская область) в семье портного Исаака Львовича Прудкина (1871—1949) и музыканта Рахили Лазаревны Прудкиной (1880—1945). Среди близких родственников актёра был известный пианист Исай Добровейн.

Могила Прудкина на Новодевичьем кладбище Москвы.

Увлёкся театром, ещё учась в клинском реальном училище, участвовал в любительских спектаклях. В 1916 году был принят в Московский Художественный театр (МХТ), и с этого года проработал в этом театре 75 лет. После революции 1917 года, с 1918 по 1924 год был студентом, а затем актёром 2-й Студии МХТ и параллельно с 1918 года учился на юридическом факультете Московского университета. В Студии ему особенно удавались роли героико-романтического плана: Карла Моора в «Разбойниках» Фридриха Шиллера (1923) и Дона Луиса в «Даме-невидимке» Педро Кальдерона (1924).
После ликвидации 2-й студии МХТ, с 1924 года продолжил работу в Московском Художественном академическом театре (МХАТ). В 1925 году при возобновлении спектакля «Горе от ума» получил роль Чацкого в одном из двух равносильных составов.
Со временем творческий диапазон актёра расширялся, чему способствовали его талант перевоплощения, способность вникать в психологическую сущность создаваемого образа, внимание к внешним атрибутам — костюму, гриму, мимике.
Всё это позволяло актёру показывать на сцене самых различных, порой противоположных по характеру персонажей, таких, как легкомысленный адъютант Шервинский в «Днях Турбиных» Михаила Булгакова (1926), мрачный капитан Незеласов в «Бронепоезде 14-69» Всеволода Иванова (1927), самоуверенный и трусливый Кастальский в «Страхе» Александра Афиногенова (1932), честолюбивый карьерист инженер Мехти-Ага в «Глубокой разведке» Александра Крона (1943) и Фёдор Павлович Карамазов в «Братьях Карамазовых» по мотивам романа Фёдора Достоевского (1961).
Член ВКП(б) с 1941 года. В течение семи лет был секретарём парткома театра. В 1943 году входил в один из руководящих органов МХАТа — в художественно-режиссёрскую коллегию, так называемую «пятёрку».
В 1969 году на экраны вышел фильм Ивана Пырьева «Братья Карамазовы» с Прудкиным в роли Фёдора Карамазова — той самой, что он сыграл на сцене. Не считая небольших эпизодов в немом кино, это была его первая роль в кинематографе на 71 году жизни. Небольшие, но запоминающиеся роли он сыграл в фильмах «Двенадцать стульев», «Блондинка за углом», в телефильме «Дядюшкин сон» по Достоевскому и других.
Вместе с Ольгой Андровской и другими «великими стариками» МХАТа — Алексеем Грибовым, Виктором Станицыным, Михаилом Яншиным — играл в специально поставленном для них спектакле «Соло для часов с боем» по пьесе Освальда Заградника (1973). В 1983 году сыграл Понтия Пилата в спектакле «Бал при свечах» по роману «Мастер и Маргарита», поставленном его сыном — молодым режиссёром Владимиром Прудкиным.
В 1987 году была выпущена грампластинка с записями фрагментов лучших работ актёра последних лет в театре, на телевидении и радио.
Его книга «Жизнь — в Художественном театре» была издана в издательстве «Театралис» уже после смерти актёра.
Марк Исаакович Прудкин умер 24 сентября 1994 года в Москве в возрасте 96 лет, 75 из которых он посвятил театру. Похоронен на Новодевичьем кладбище (участок № 10).

### Семья
- Первая жена (с 1924 года) — Раиса Николаевна Молчанова (1897—1980), актриса МХАТа[2].
- Вторая жена (c 1949 года) — Екатерина Ивановна Прудкина (1918—2007), помощник режиссёра МХАТ. Прожили вместе 45 лет.
  - Сын — Владимир Маркович Прудкин (род. 1950), режиссёр, сценарист, продюсер. В настоящее время живёт и работает в Европе и в Израиле.
  - Внук — Лев Владимирович Прудкин (род. 1975), кинорежиссер. В настоящее время живёт и работает в Европе и в Израиле.

## Роли в театре
- 1918 — «Зелёное кольцо» З. Н. Гиппиус — Володя
- 1918 — «Узор из роз» Ф. К. Сологуба — Приклонский
- 1923 — «Разбойники» Ф. Шиллера — Карл Моор
- 1924 — «Дама-невидимка» П. Кальдерона — Дон Люис
- 1925 — «Горе от ума» А. С. Грибоедова — Александр Андреевич Чацкий
- 1925 — «Пугачёвщина» К. А. Тренёва — Лысов
- 1926 — «Дни Турбиных» М. А. Булгакова — Леонид Юрьевич Шервинский
- 1926 — «Николай I и декабристы» А. Р. Кугеля — князь Голицын
- 1927 — «Бронепоезд 14-69» В. В. Иванова — капитан Незеласов
- 1929 — «Безумный день, или Женитьба Фигаро» Бомарше — Фигаро
- 1930 — «Воскресение» по Л. Н. Толстому — прокурор Бреве
- 1931 — «Страх» А. Н. Афиногенова — Кастальский
- 1933 — «Таланты и поклонники» А. Н. Островского — Григорий Антонович Бакин
- 1935 — «Враги» М. Горького — Михаил Скроботов
- 1937 — «Анна Каренина» по Л. Н. Толстому — граф Алексей Кириллович Вронский
- 1941 — «Школа злословия» Р. Шеридана — сэр Джозеф Сэрфес
- 1942 — «Фронт» А. Е. Корнейчука — Гайдар
- 1943 — «Глубокая разведка» А. А. Крона — Мехти-Ага
- 1944 — «Последняя жертва» А. Н. Островского — Вадим Григорьевич Дульчин
- 1947 — «Победители» Б. Ф. Чирскова — генерал Кривенко
- 1948 — «Зелёная улица» А. А. Сурова — Крутилин
- 1951 — «Потерянный дом» С. В. Михалкова — Устинов
- 1952 — Залп «Авроры» М. В. Большинцова и М. Э. Чиаурели — А. Ф. Керенский
- 1953 — «Дачники» М. Горького — Сергей Васильевич Басов
- 1956 — «Кремлёвские куранты» Н. Ф. Погодина — Английский писатель
- 1957 — «Анна Каренина» по Л. Н. Толстому — Алексей Александрович Каренин
- 1957 — «Золотая карета» Л. М. Леонова — Николай Степанович Кареев
- 1960 — «Братья Карамазовы» по Ф. М. Достоевскому — Фёдор Павлович Карамазов
- 1961 — «Хозяин» И. Соболева — Круглаковский
- 1963 — «Егор Булычов и другие» М. Горького — Василий Достигаев
- 1964 — «Зима тревоги нашей» по Дж. Стейнбеку — Бейкер
- 1971 — «Последние» М. Горького — Яков Коломийцев
- 1973 — «На всякого мудреца довольно простоты» А. Н. Островского — Крутицкий
- 1973 — «Соло для часов с боем» О. Заградника — пан Хмелик
- 1976 — «Иванов» А. П. Чехова — граф Матвей Семёнович Шабельский
- 1977 — «Чеховские страницы» по пьесам и рассказам А. П. Чехова — Светловидов
- 1979 — «Всё кончено» Э. Олби — Друг
- 1982 — «Живой труп» Л. Н. Толстого — Сергей Дмитриевич Абрезков
- 1983 — «Бал при свечах» Г. С. Епифанцева по «Мастеру и Маргарите» М. А. Булгакова — Понтий Пилат

## Фильмография
- 1927 — Мабул — эпизод
- 1927 — Человек из ресторана — офицер
- 1928 — Седьмой спутник — офицер
- 1968 — Братья Карамазовы — Фёдор Павлович Карамазов
- 1970 — Штрихи к портрету В. И. Ленина — доктор В. М. Минц
- 1970 — Кремлёвские куранты — Егор Дмитриевич Никольский
- 1971 — День за днём — Виктор Богданов
- 1974 — Выбор цели — Альберт Эйнштейн (нет в титрах)
- 1975 — Лебединая песня (короткометражный) — актёр
- 1976 — 12 стульев — Варфоломей Коробейников
- 1983 — Две главы из семейной хроники — Гаммер
- 1983 — Блондинка за углом — Гаврила Максимович Порываев, отец Николая (озвучил З. Гердт)
- 1984 — Затерянные в песках — старик

### Телеспектакли
- 1962 — Седьмой спутник — Приклонский
- 1967 — Кремлёвские куранты — иностранный писатель
- 1969 — Егор Булычов и другие — Василий Достигаев
- 1972 — Враги — Михаил Скроботов
- 1972 — Последние — Яков
- 1974 — Соло для часов с боем — Хмелик
- 1976 — Мария Стюарт — Джордж Тальбот, граф Шрусбери
- 1976 — На всякого мудреца довольно простоты — Крутицкий
- 1977 — Чеховские страницы (по рассказу «Лебединая песня») — Василь Василич Светловидов
- 1980 — Всё кончено — Друг
- 1981 — 50 лет театру кукол Сергея Образцова
- 1981 — Дядюшкин сон — князь
- 1981 — Иванов — Шабельский
- 1986 — Осенний ветер — Жорж

### Участие в фильмах
- 1975 — О нашем театре (документальный)

## Награды и звания
- Герой Социалистического Труда (1989) — за выдающиеся достижения в развитии советского театрального искусства
- Заслуженный артист РСФСР (1933)
- Народный артист СССР (1961)
- Народный артист РСФСР (26.10.1938)
- Сталинская премия первой степени (1946) — за исполнение роли инженера Мехти-ага в спектакле «Глубокая разведка» А. А. Крона
- Сталинская премия первой степени (1947) — за исполнение роли Кривенко в спектакле «Победители» Б. Ф. Чирскова
- Сталинская премия первой степени (1949) — за исполнение роли Крутилина в спектакле «Зелёная улица» А. А. Сурова[7]
- Государственная премия РСФСР имени К. С. Станиславского (1974) — за высокое исполнительское мастерство в спектакле «Соло для часов с боем» О. Заградника
- Два ордена Ленина (1948, 1989)
- Орден Октябрьской революции (1978)
- Орден Трудового Красного Знамени (1973)
- Орден Дружбы народов (1983)
- Орден «Знак Почёта» (03.05.1937) — за выдающиеся заслуги в деле развития русского театрального искусства
- Медаль «За оборону Москвы» (1946)
- Медаль «За доблестный труд в Великой Отечественной войне 1941—1945 гг.» (1946)
- Медаль «В память 800-летия Москвы»
- Медаль «За доблестный труд. В ознаменование 100-летия со дня рождения Владимира Ильича Ленина»
- Медаль «Ветеран труда»

## Память
- В 2008 году в Москве, в Глинищевском переулке на стене дома № 5/7, в котором жил М. И. Прудкин, в память о нём была установлена мемориальная доска.
- В городе Клин есть улица Марка Прудкина.